# Długoogon mniejszy
Długoogon mniejszy, pyszałek wspaniały (Epimachus meyeri) – gatunek ptaka z rodziny cudowronek (Paradisaeidae).

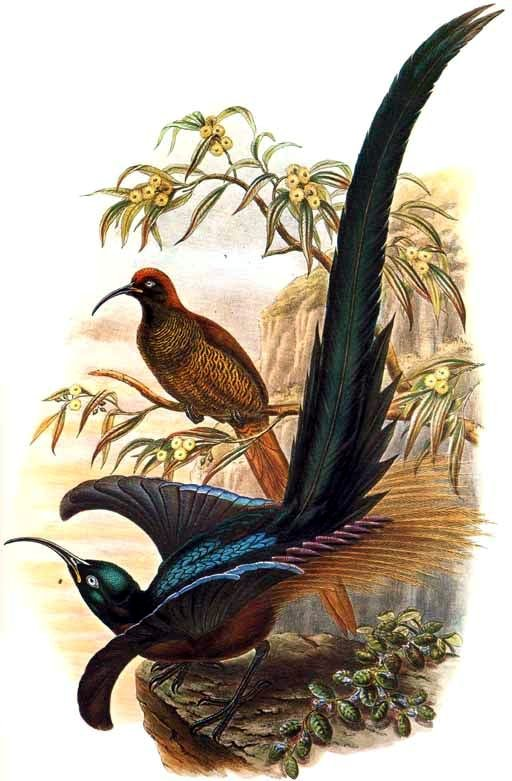
Samiec i samica na XIX-wiecznej rycinie

## Systematyka
Wyróżniono trzy podgatunki E. meyeri:
- E. meyeri albicans – zachodnio-środkowa Nowa Gwinea,
- E. meyeri bloodi – wschodnio-środkowa Nowa Gwinea,
- E. meyeri meyeri – południowo-wschodnia Nowa Gwinea.

Międzynarodowy Komitet Ornitologiczny uznaje obecnie (2025) długoogona mniejszego za gatunek monotypowy.

## Zasięg występowania, środowisko
Głównie tropikalne wilgotne lasy górskie w środkowych i wschodnich rejonach Nowej Gwinei, również lasy zdegradowane, wtórne i obrzeża lasów. Jest spotykany w przedziale wysokości 1500–3200 m n.p.m., najczęściej 1900–2900 m n.p.m.

## Morfologia
Długość ciała: samce 49 cm (96 cm wraz z wydłużonymi środkowymi sterówkami), samice 52 cm; masa ciała: samce 144–310 g; samice 140–202 g.
Charakteryzuje się niezwykle długim ogonem i cienkim, zakrzywionym dziobem. Samiec jest szarobrązowy z ciemną głową i niebieskimi tęczówkami. Na bokach ciała widoczne są ozdobne niebieskie i brązowe pióra. Głos samca opisywany jest jako dźwięki podobne do młota pneumatycznego lub karabinu maszynowego. Samica ma wierzch głowy kasztanowaty, grzbiet delikatnie prążkowany, tęczówki jaśniejsze.

## Zachowanie
Toki, podczas których samce stroszą pióra na piersi, odbywają się zawsze na tych samych gałęziach drzew. Samiec zazdrośnie strzeże swojego terytorium. Samica składa tylko jedno jajo.
Pożywienie stanowią owady, które ptak wyciąga swoim długim, zakrzywionym dziobem ze spróchniałego drewna; rzadziej zjada owoce.

## Status zagrożenia
Międzynarodowa Unia Ochrony Przyrody (IUCN) uznaje długoogona mniejszego za gatunek najmniejszej troski (LC – least concern) nieprzerwanie od 1994 roku. Liczebność populacji nie została oszacowana, ale ptak ten opisywany jest jako pospolity, a nawet bardzo liczny w większości swego zasięgu występowania. Trend liczebności populacji uznawany jest za spadkowy ze względu na wylesianie w obrębie zasięgu występowania gatunku.